# 议会大厦 (斯德哥尔摩)
议会大厦（瑞典語：Riksdagshuset）是瑞典議會的驻地，位于首都斯德哥尔摩，並占据了聖靈島的大部分面积中心的老城区。

## 建筑
建筑群由阿伦·约翰逊（Aron Johansson，1860年1月11日-1936年4月2日）按新古典主义建筑风格设计。建筑的正面呈现新巴洛克建筑风格。国会大厦建筑于1897年至1905年。
1889年，在一场新议会大厦设计比赛中，阿伦·约翰逊的设计胜出。在它建成后便取代了位于骑士岛的老国会大厦。
建筑群中的两栋半圆形建筑起先是为了将议会安排在一栋，瑞典中央银行在另一栋。
议会大厅的扩张
1971年，瑞典的两院制被一院制取代，而瑞典中央银行也搬走了。原先的银行楼被重建为新的议会大厅。在建造过程中，议会搬进了在赛格尔广场南边新建的文化大楼。

## 瑞典正确生活方式奖
瑞典正确生活方式奖（Right Livelihood Award），每年由瑞典国会颁发，并在议会大厦举行颁奖仪式。
该奖项于1980年创立，旨在鼓励并支持人们“为当下最紧迫的挑战提供现实可行的答案”。现今已有来自62个国家的149位获奖者。

## 画廊

### 设计图和历史图片

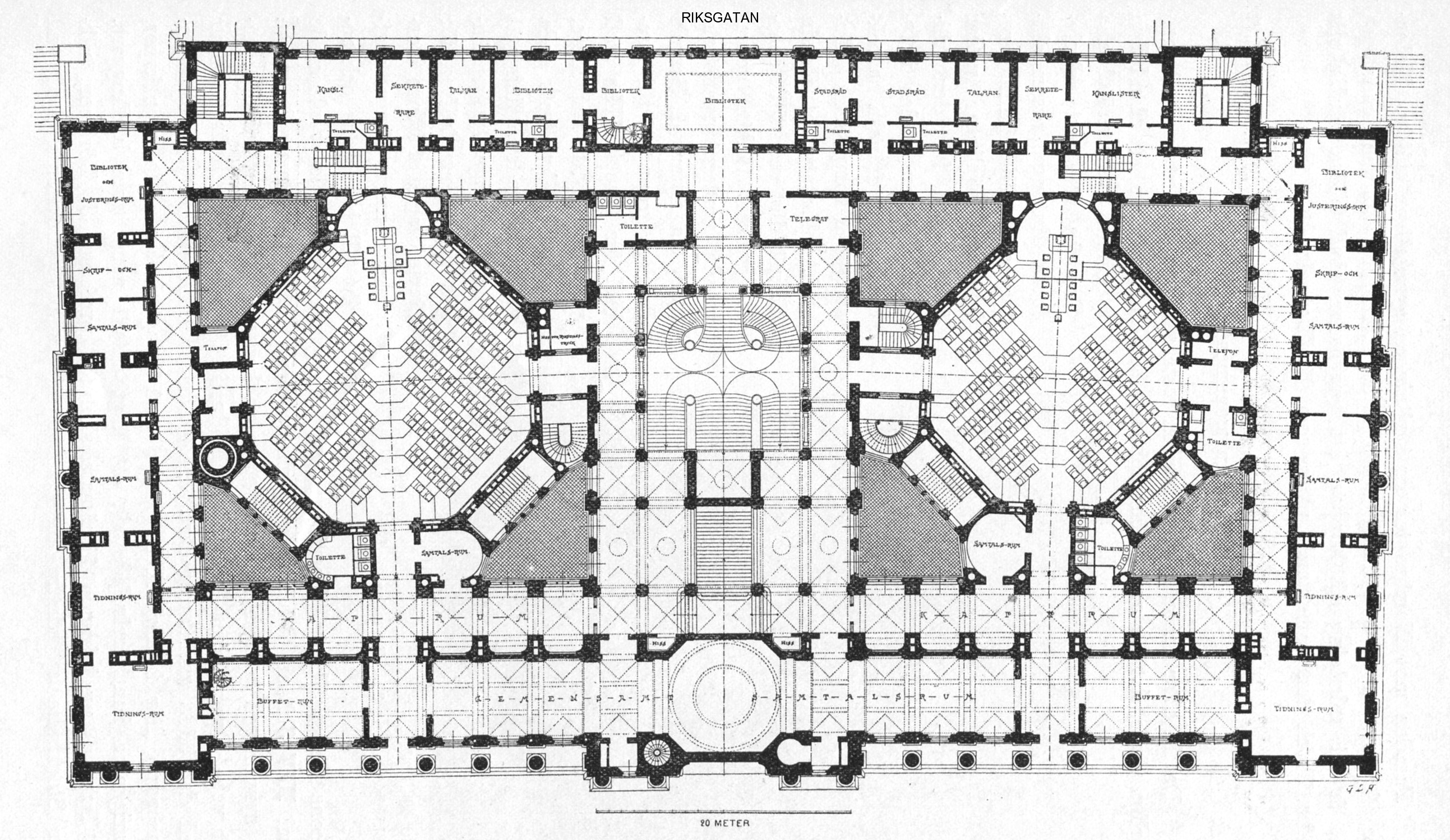
议会大厦的一幅设计平面图（阿伦·约翰逊，1897年）
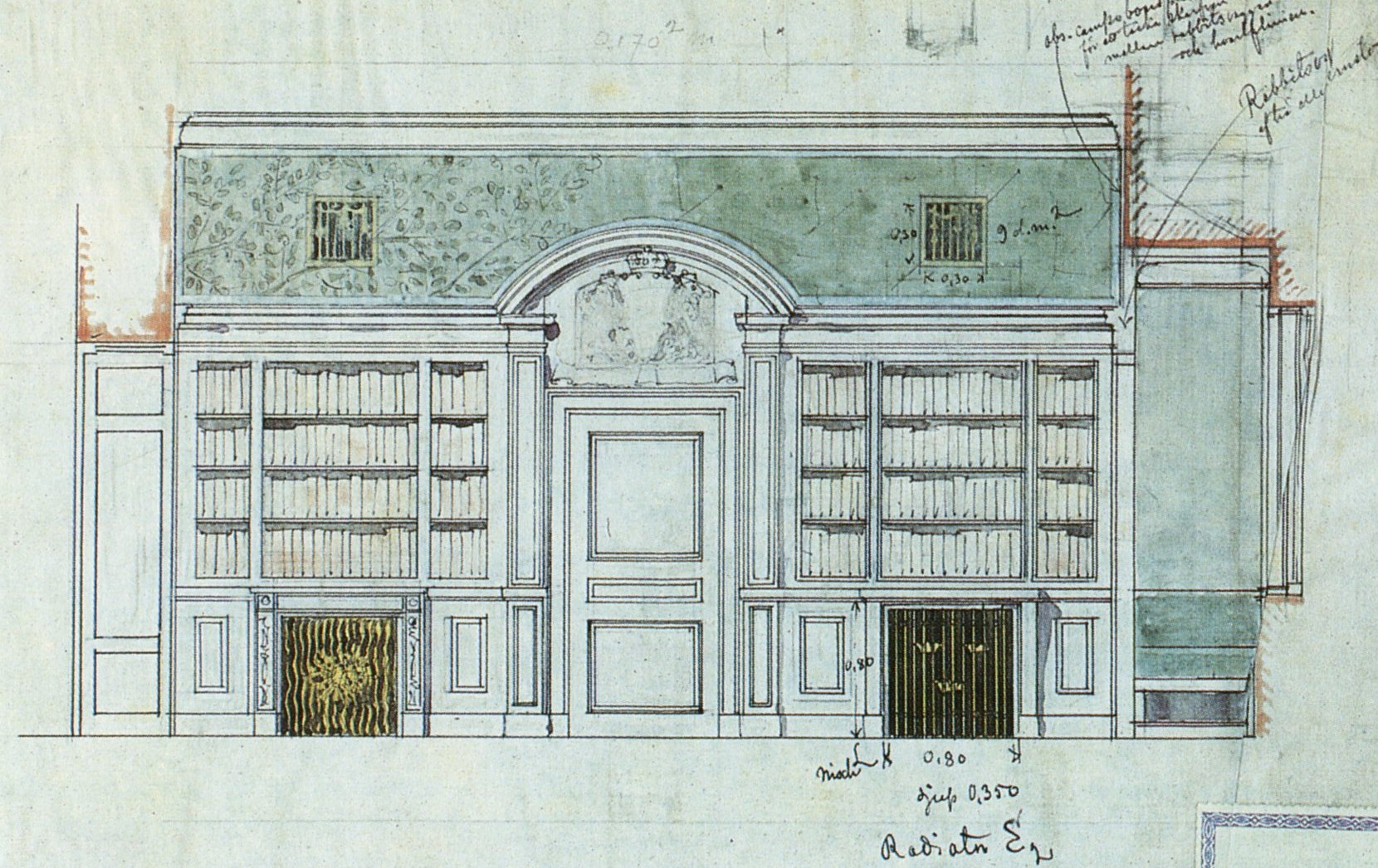
议会大厦内部的一张草图（阿伦·约翰逊，1900年）
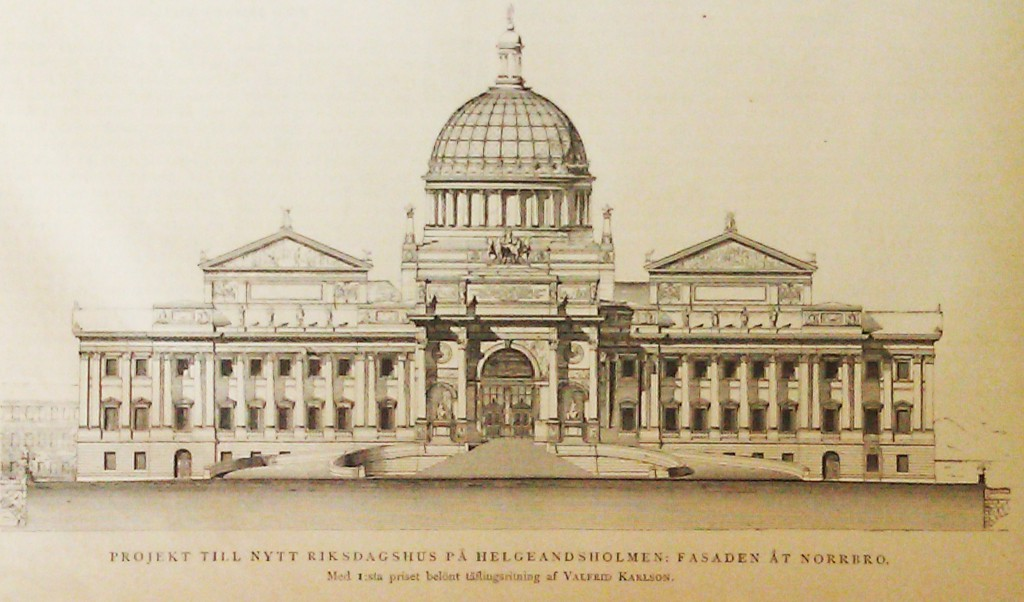
瓦尔弗里德（Valfrid Karlson）的构想图
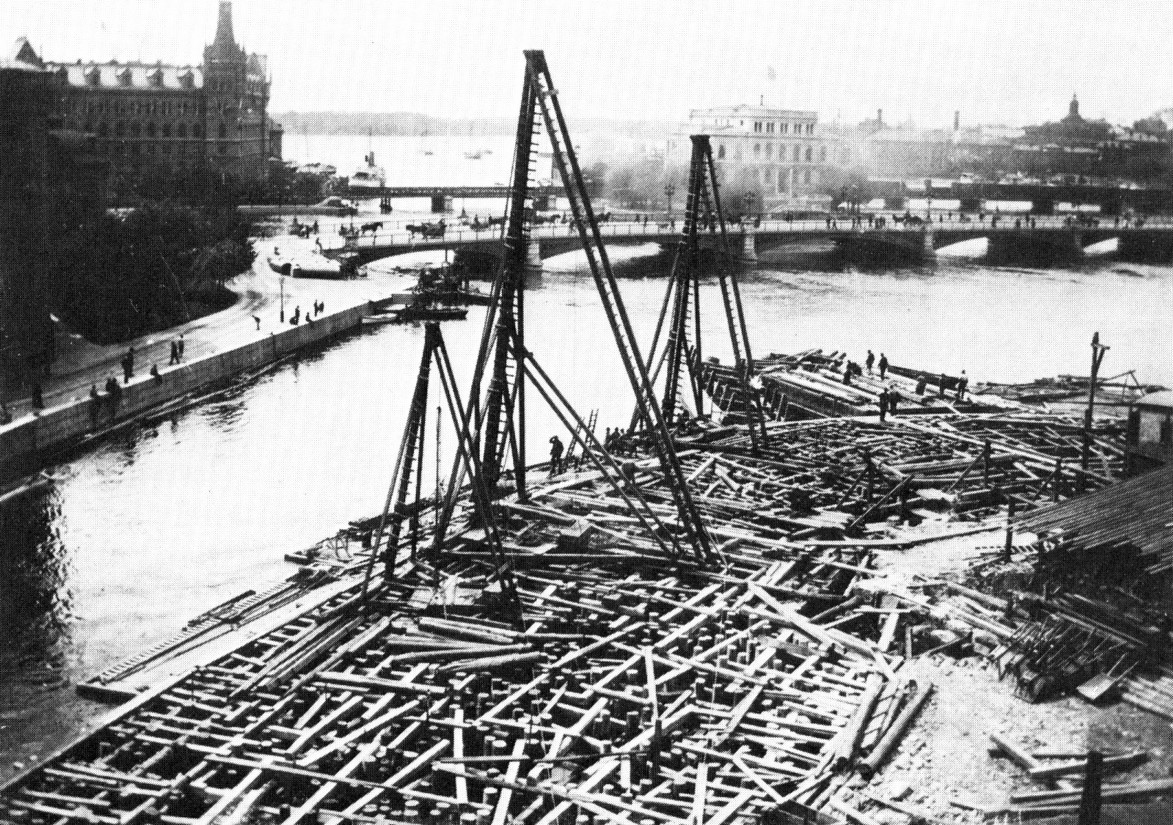
1898年正在施工的场面
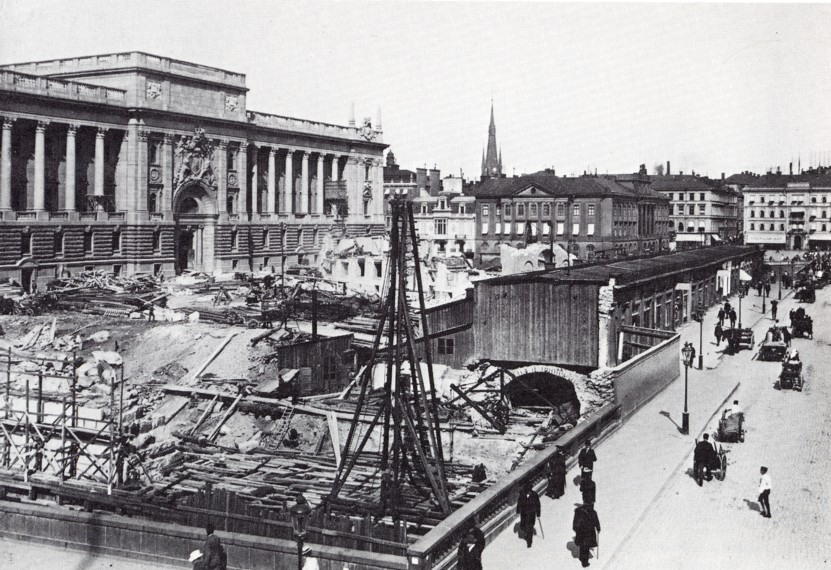
1904年议会大厦四周

### 外景

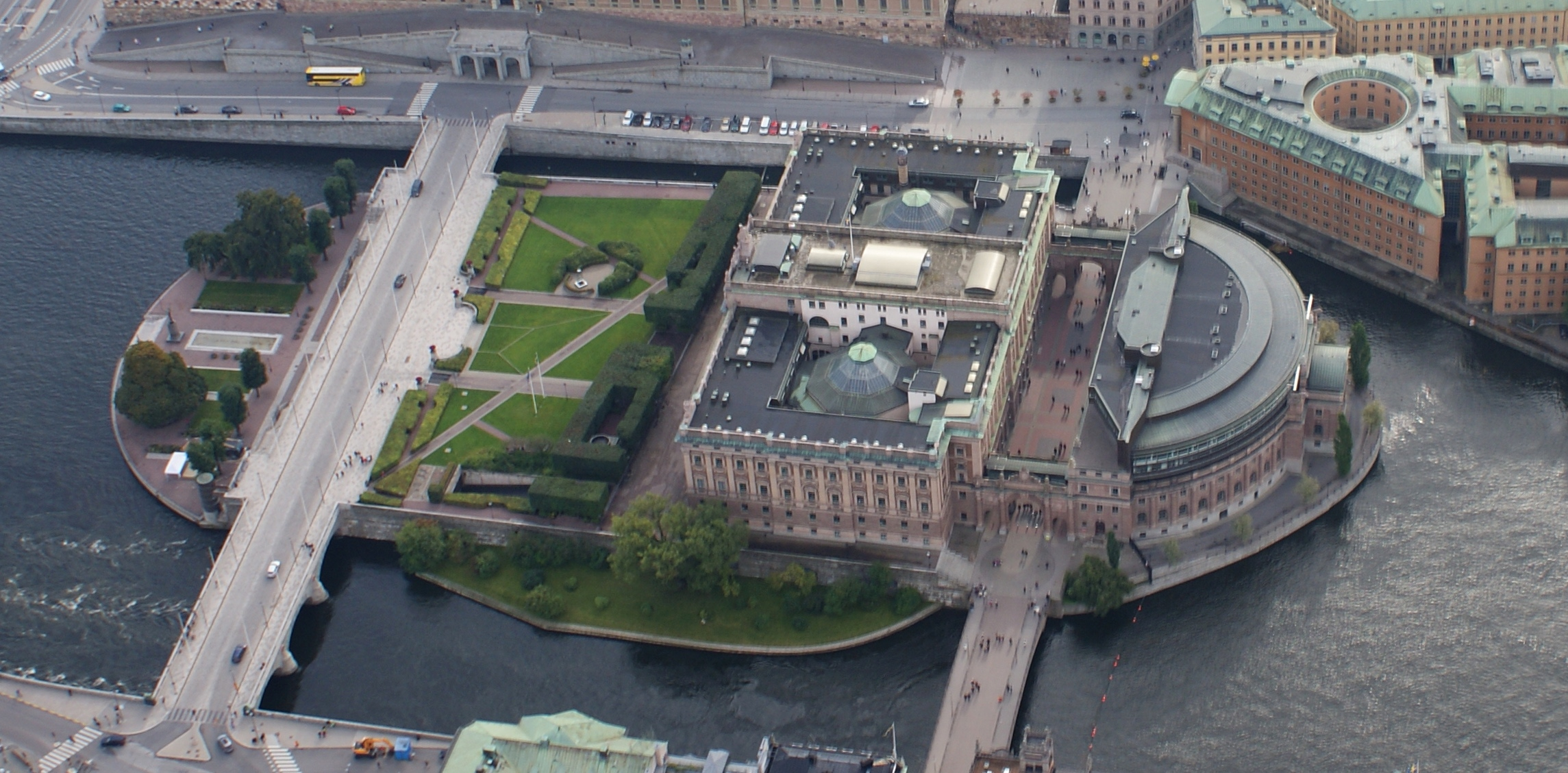
俯瞰圣灵岛（2012年）
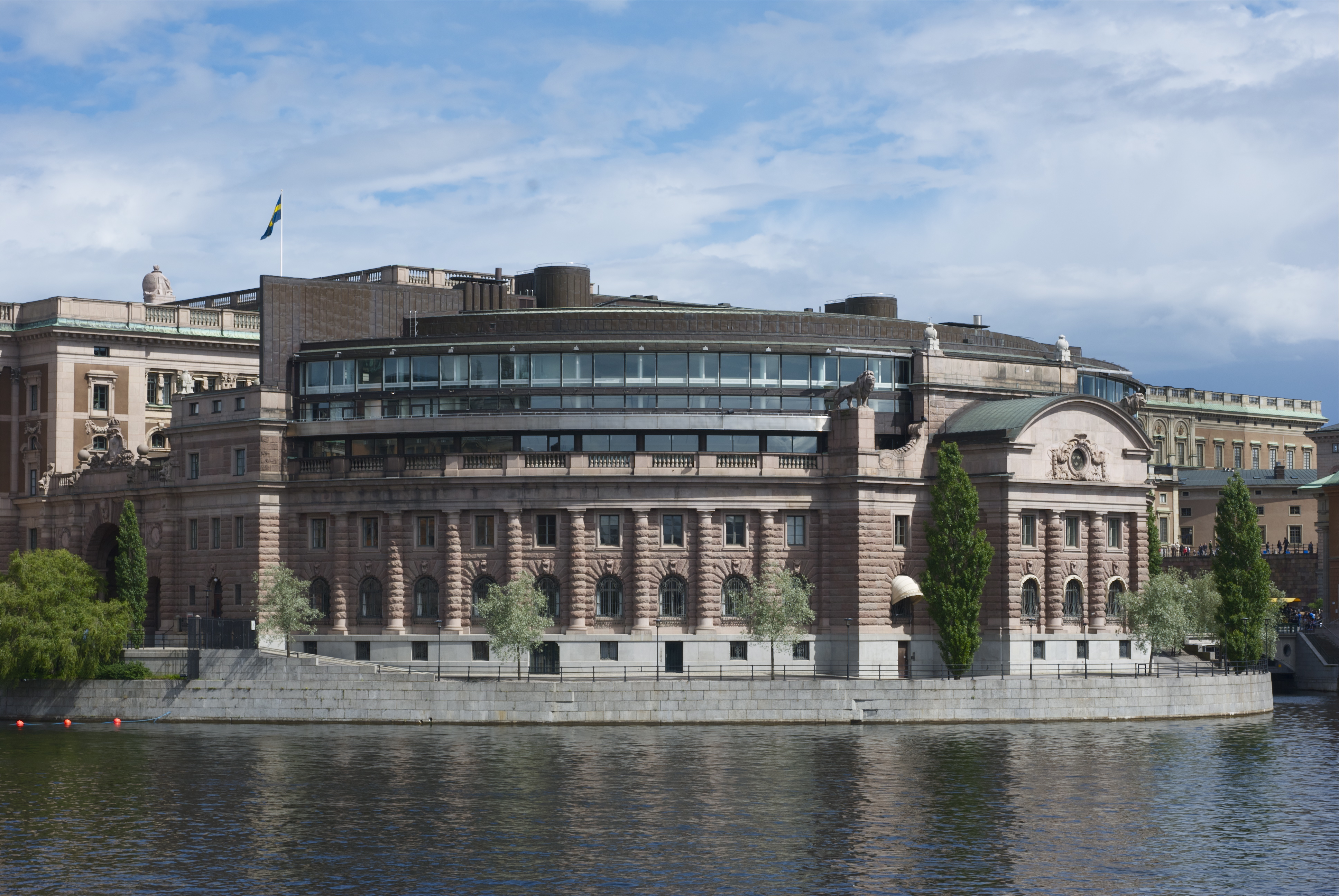
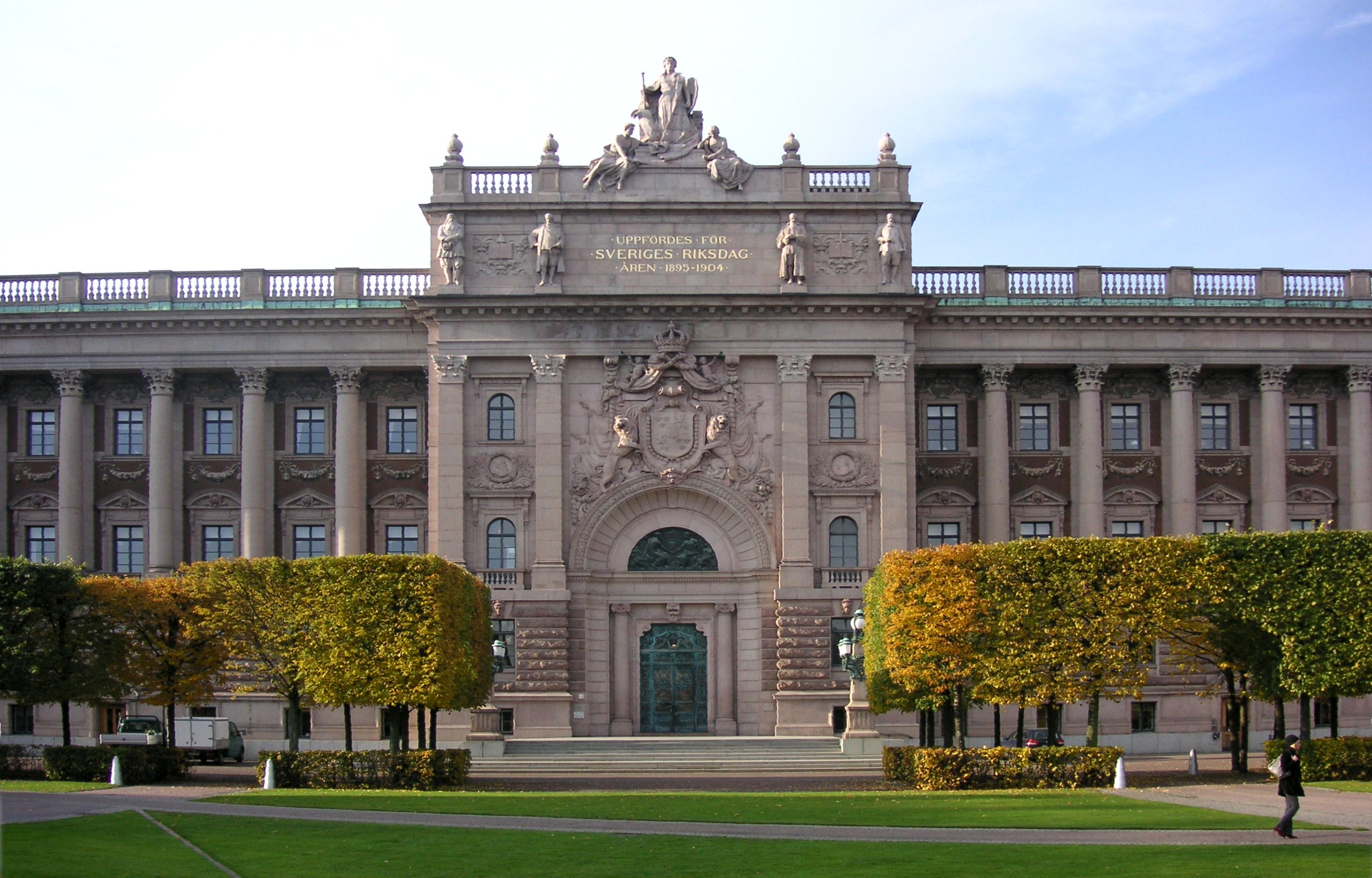
议会大厦正视图
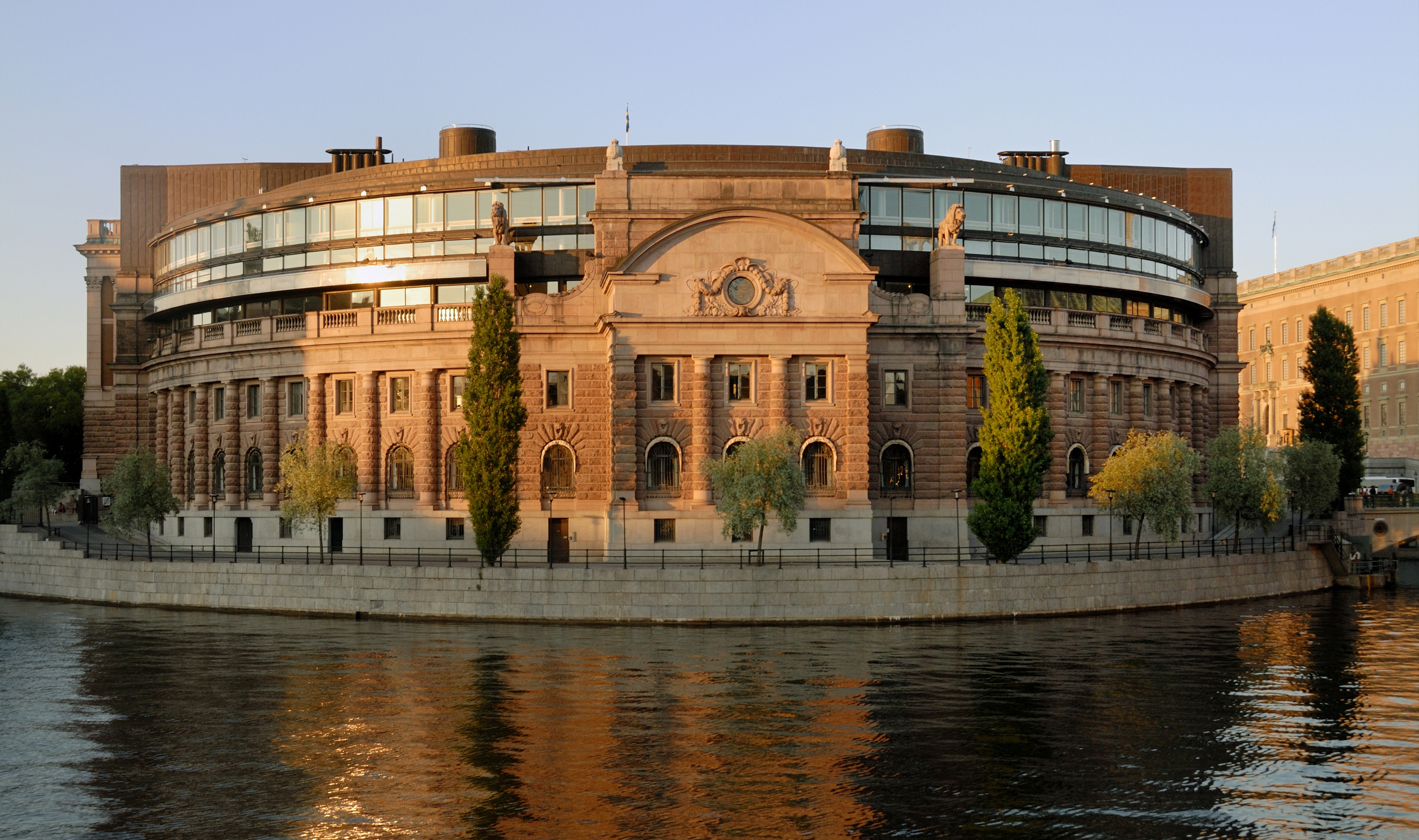
议会大厦的西侧
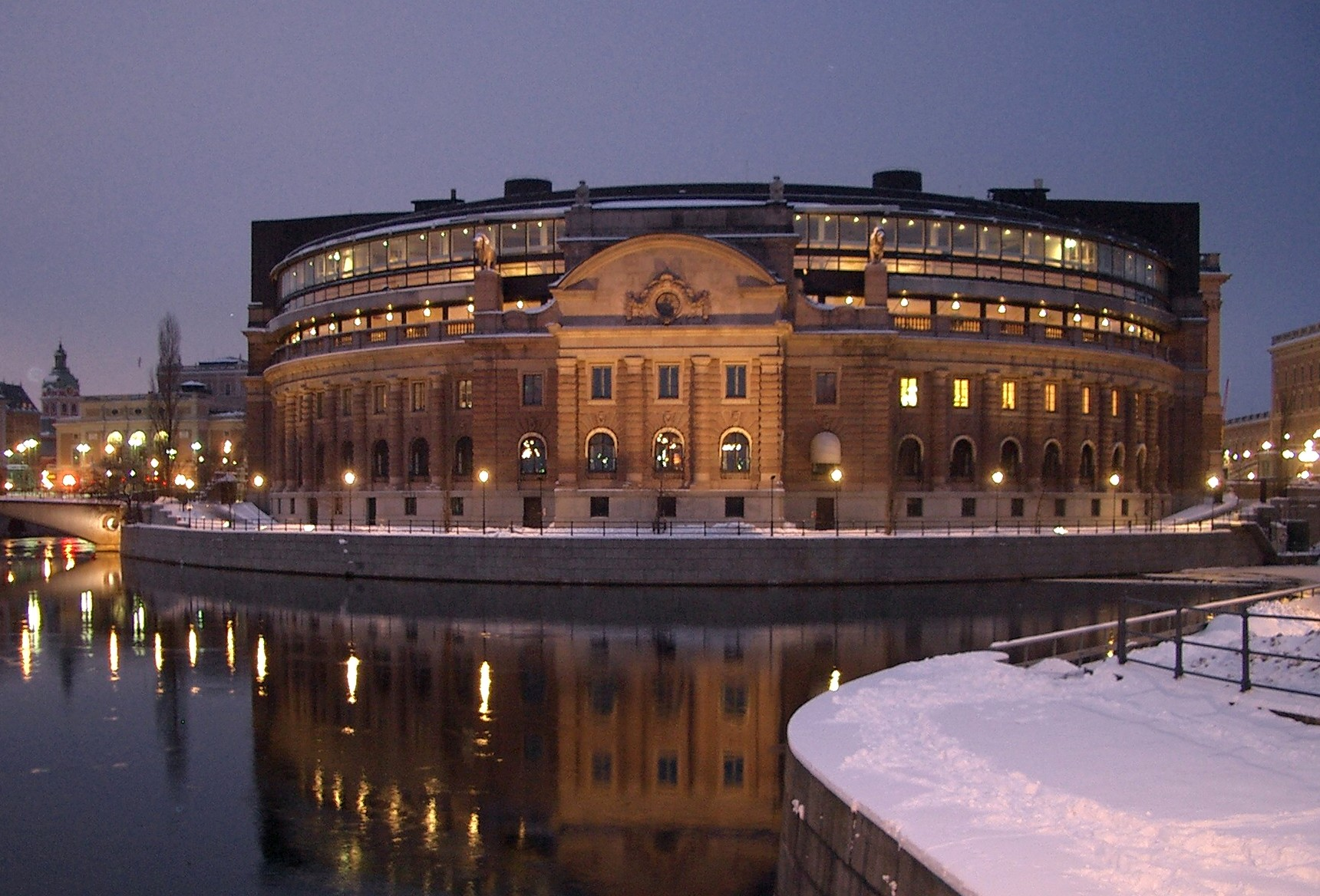
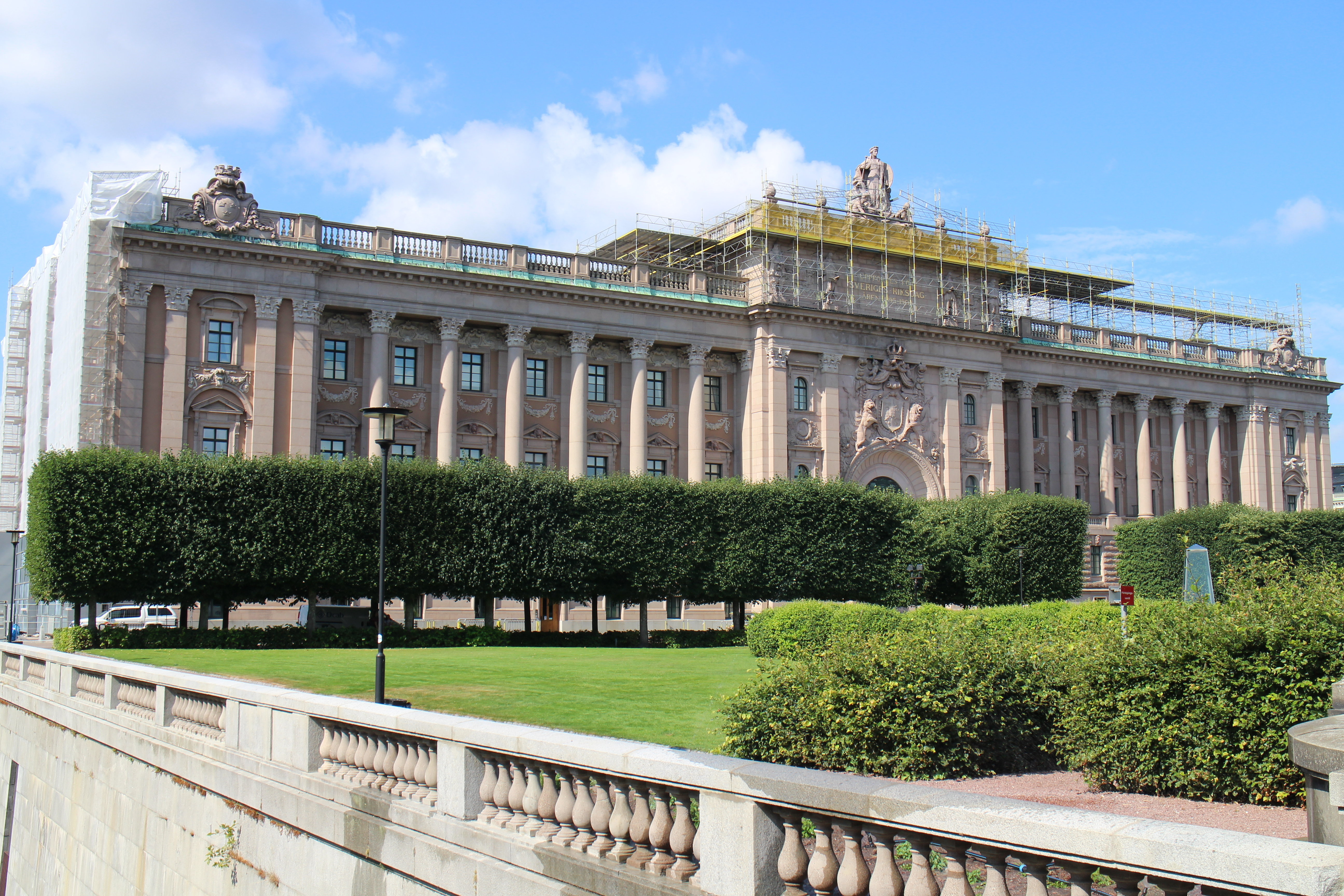

### 雕刻

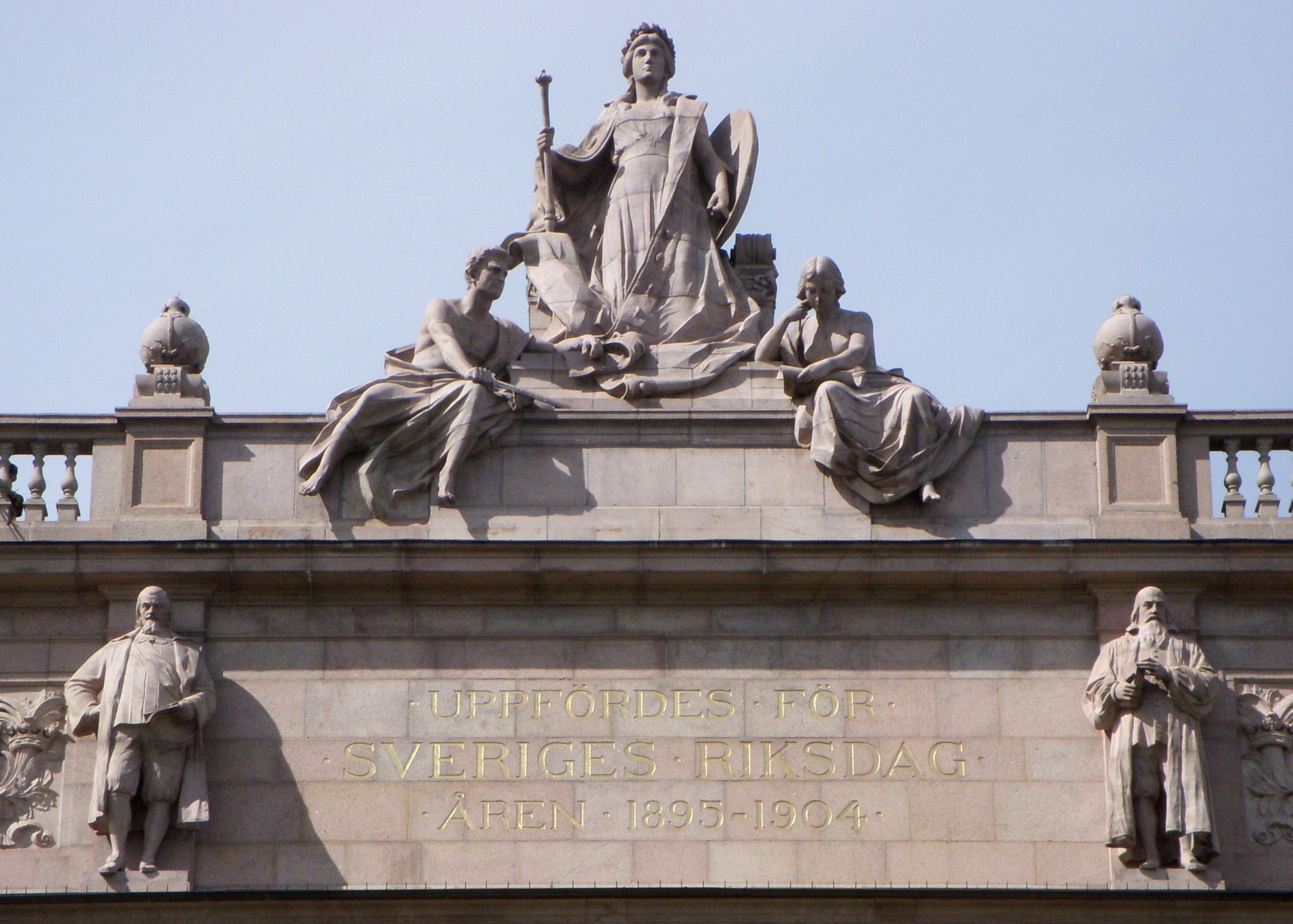
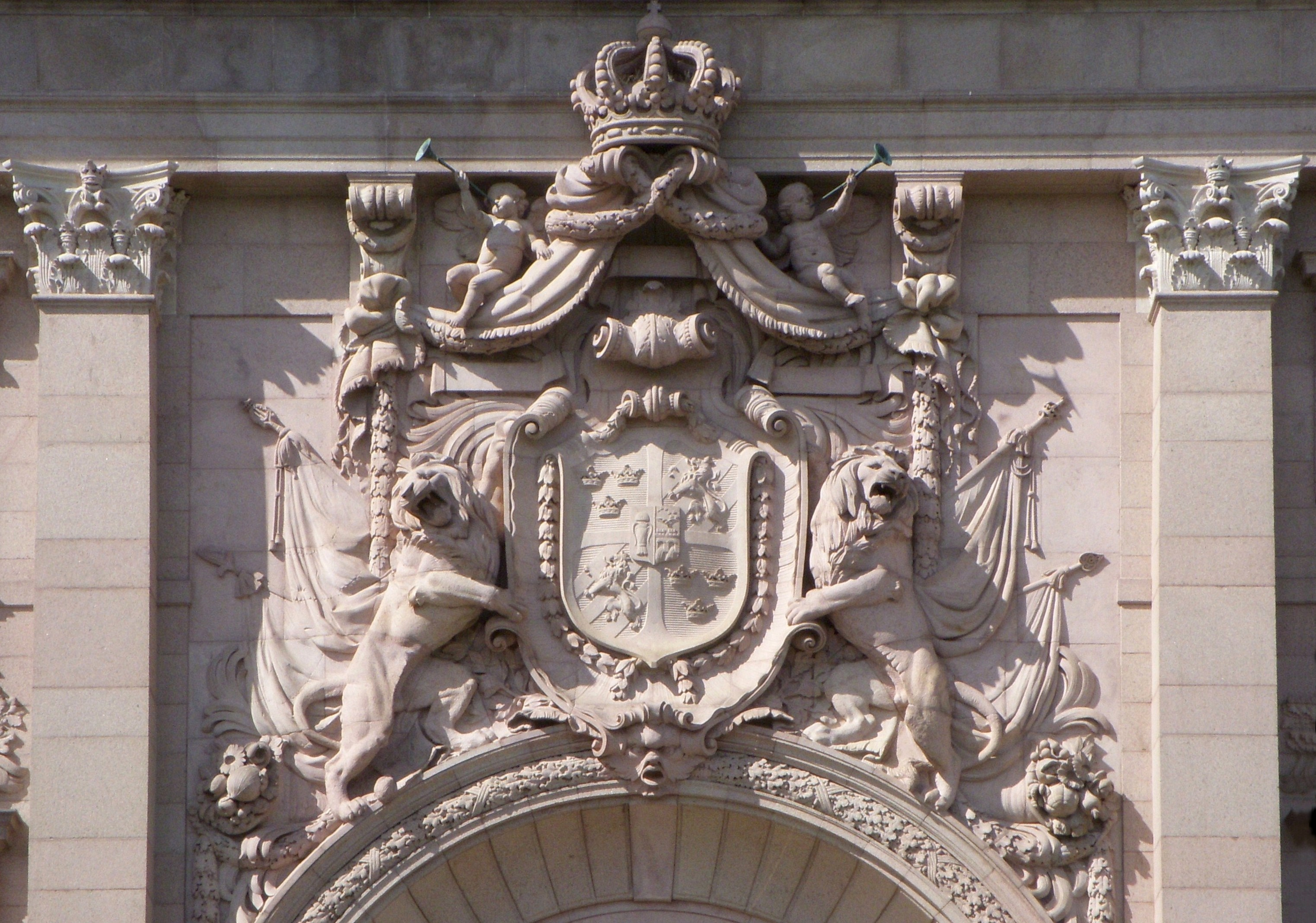
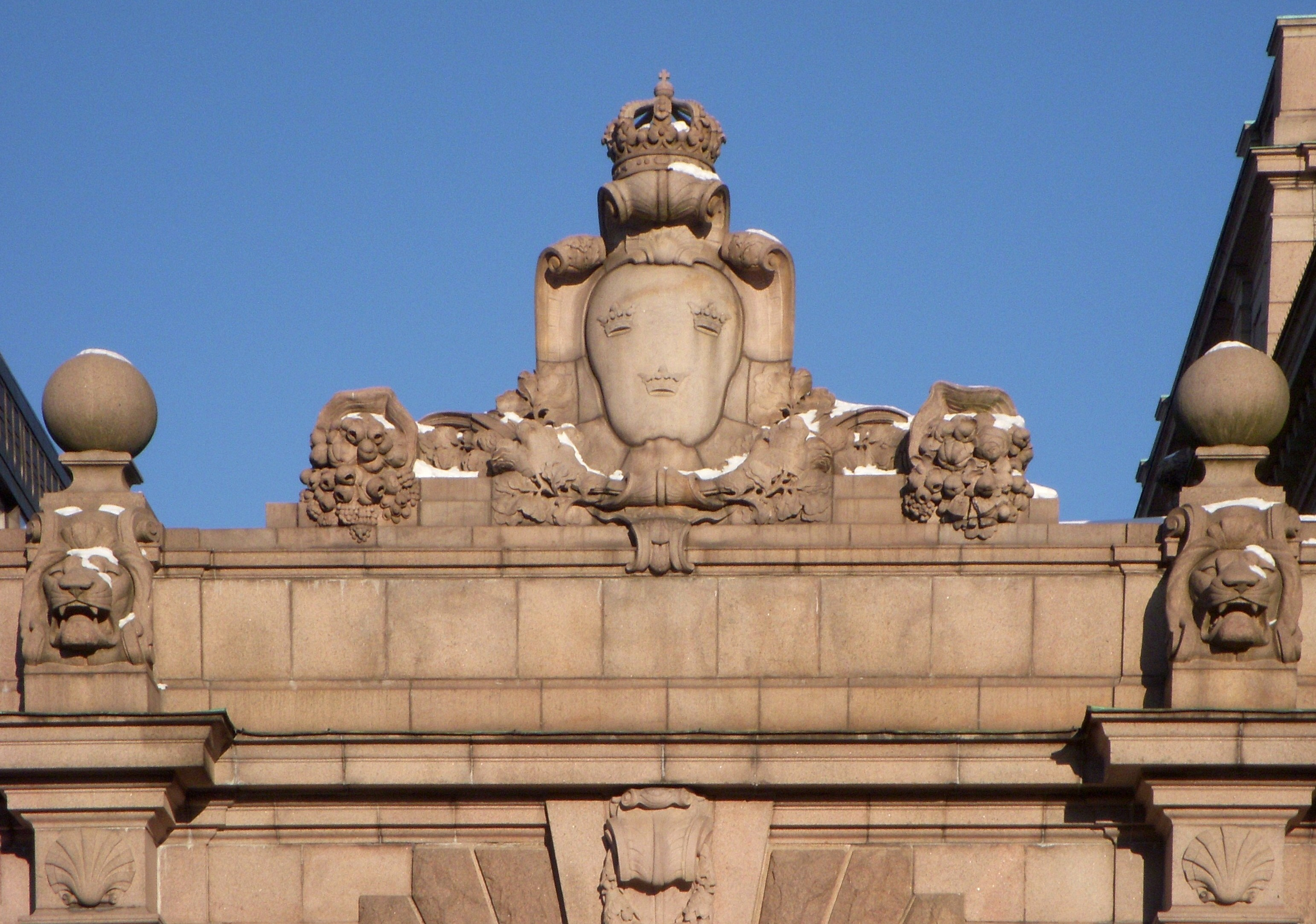
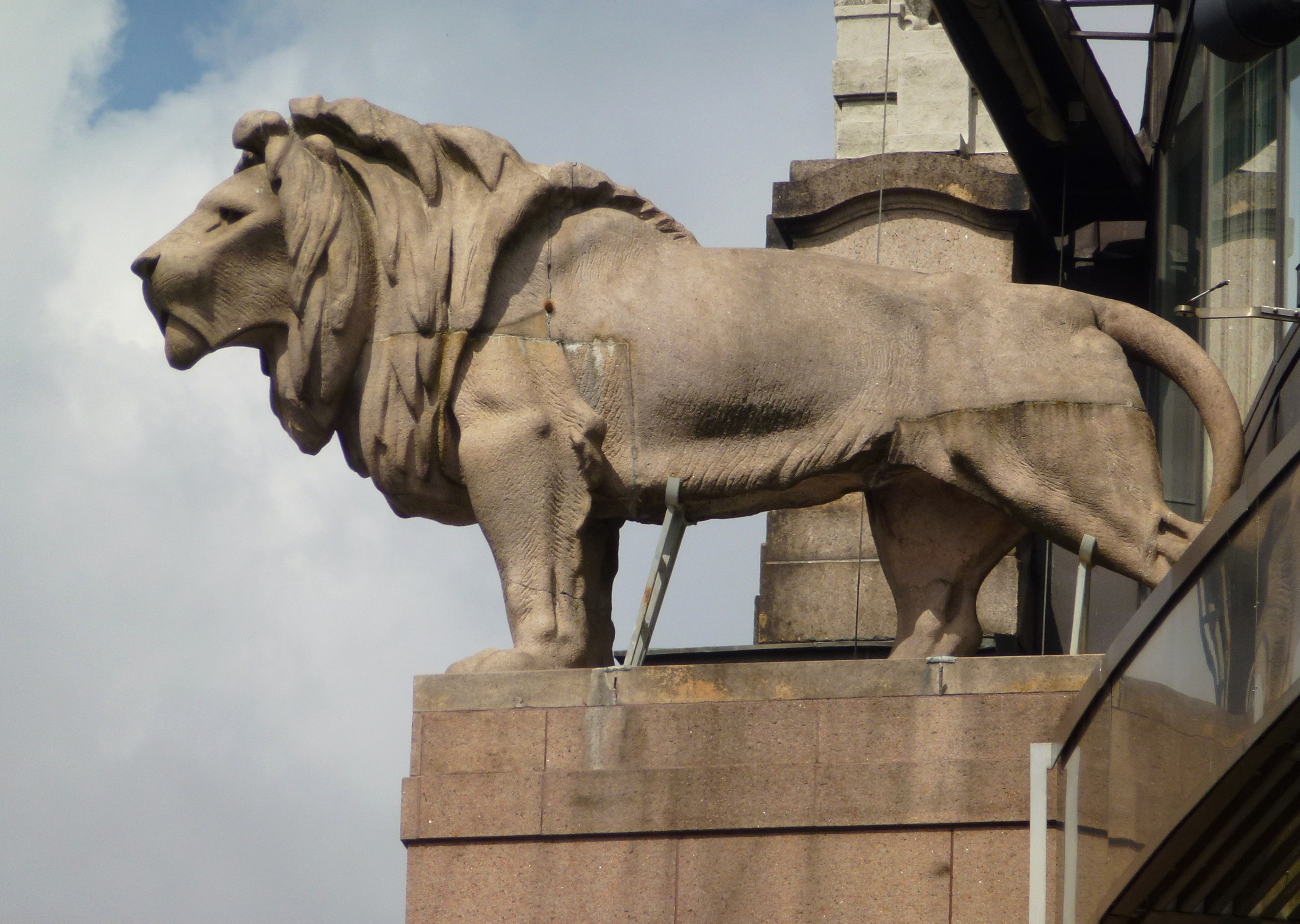

### 内景

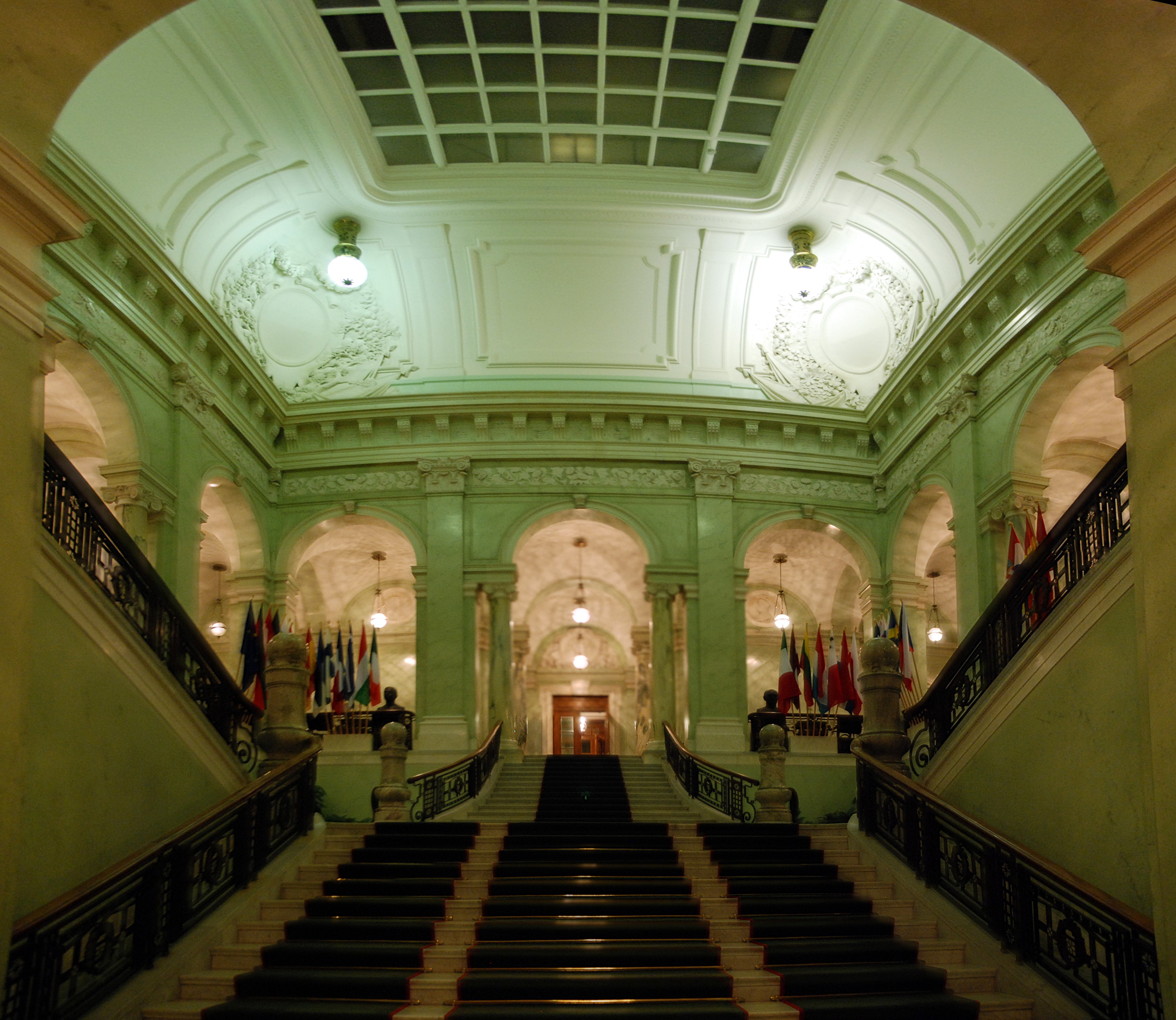
议会大厦内楼梯大厅
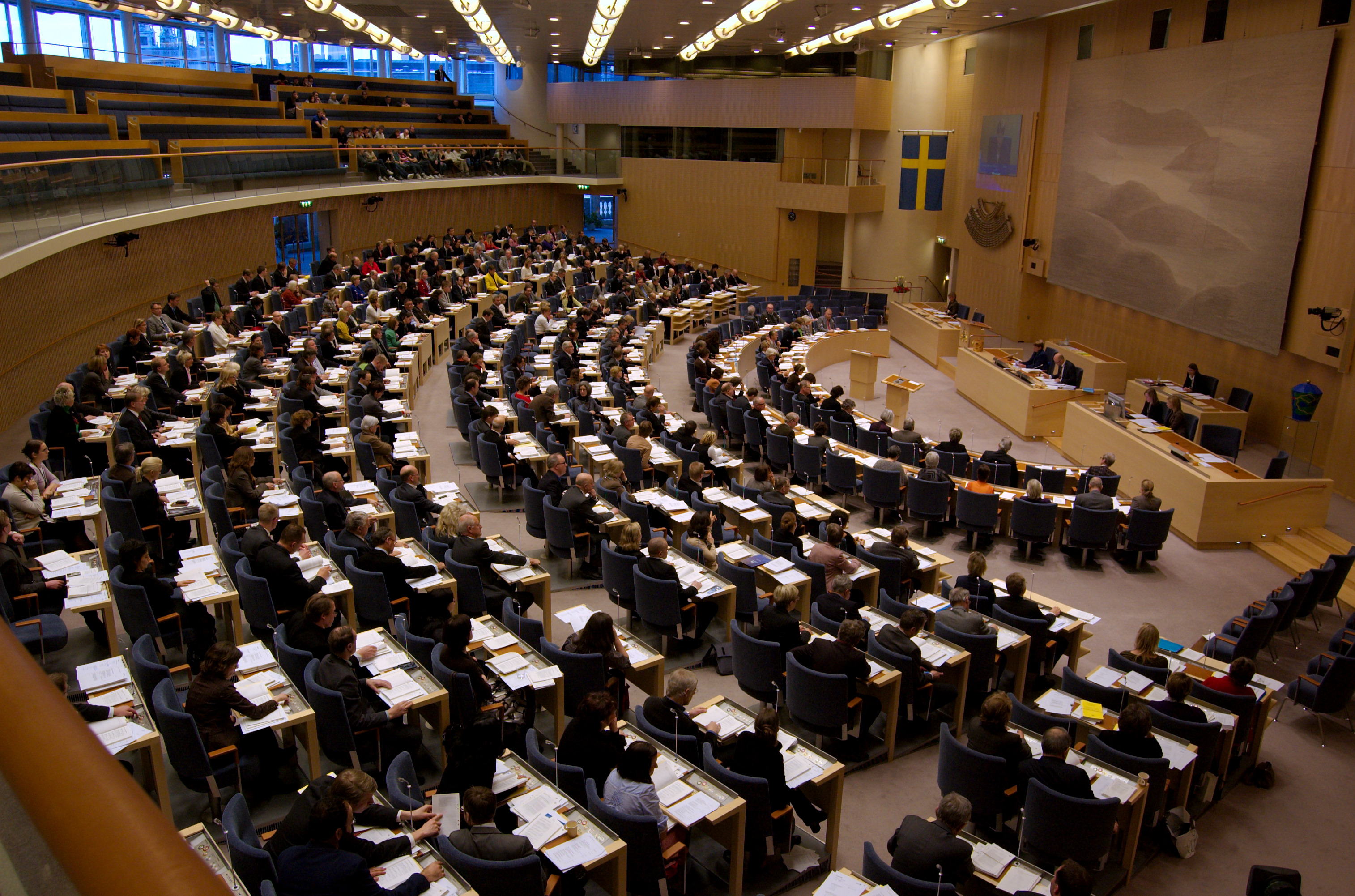
议员大厦内开会场景
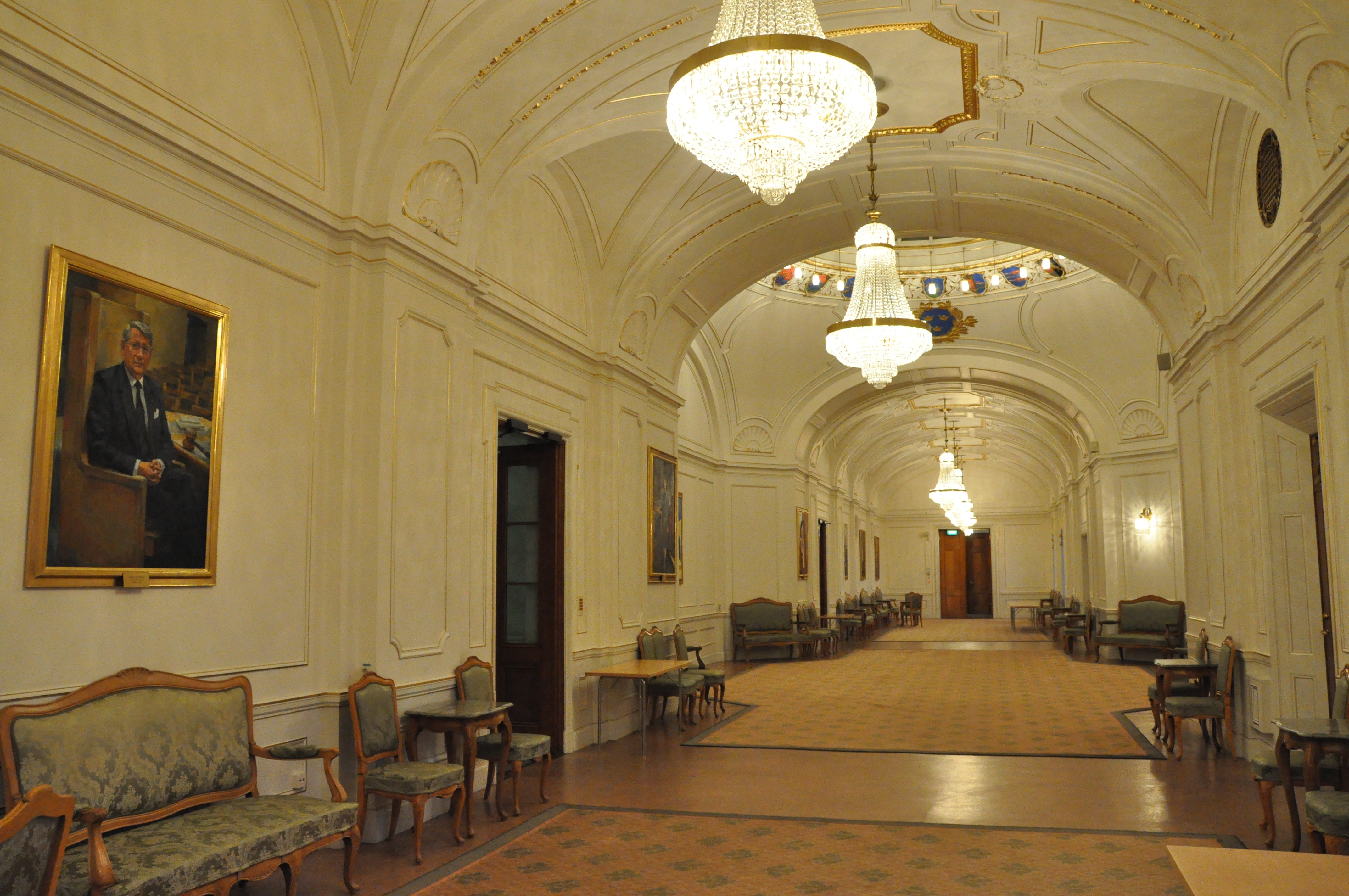
议会大厦议会
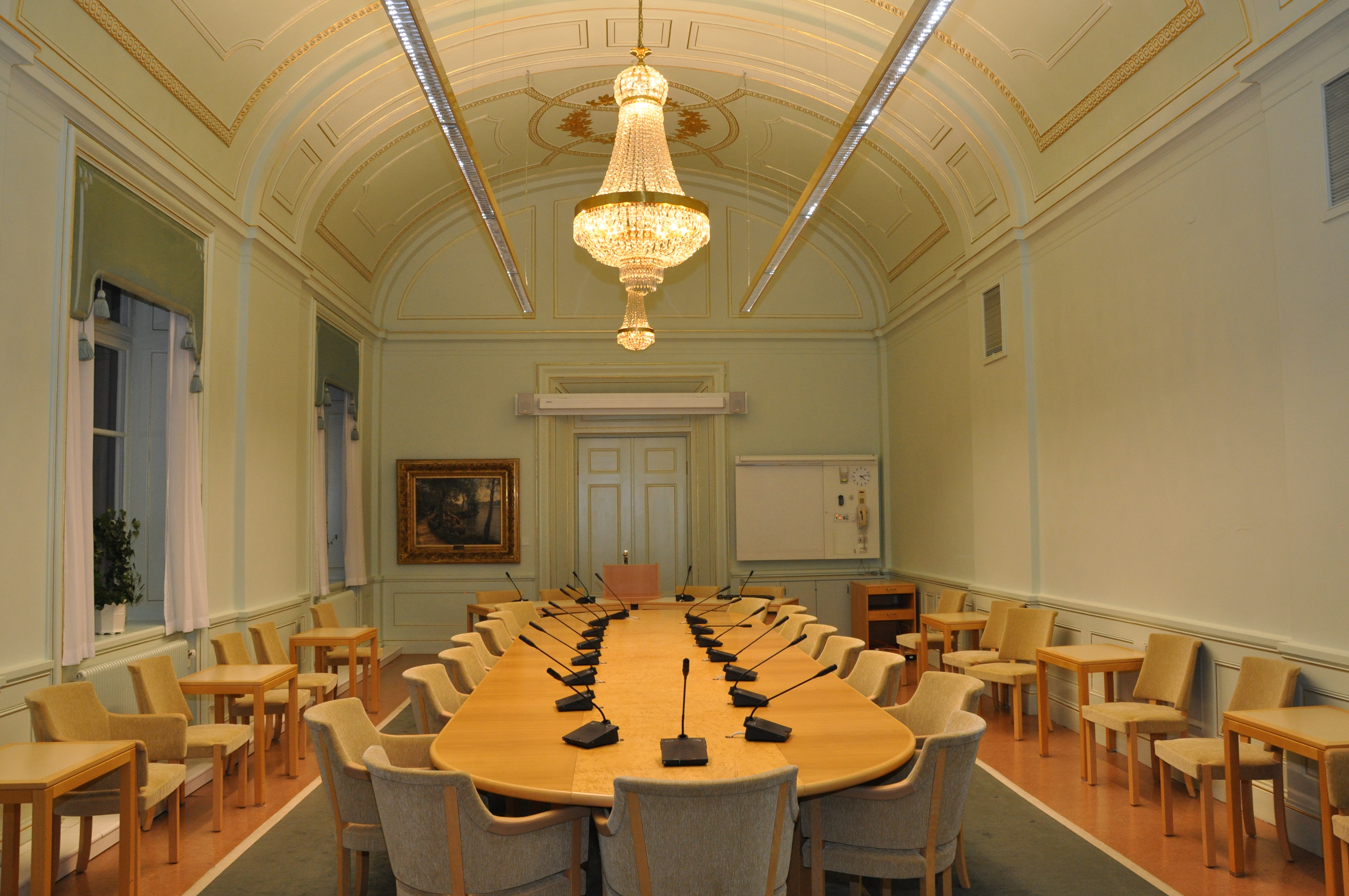
议会大厦议会内景